# 北野勇作
北野 勇作（1962年3月22日—）出生于兵库县高砂市曾根町的日本科幻小說家、作家、落语作家。同是剧团“虚構船団パラメトリックオーケストラ”所属的演员。甲南大學毕业。现住在大阪府大阪市。B型血。

## 小说列表
- 《曾经、火星上的某处》
- 《水母海上的小舟》
- 《乌龟君》
- 《龙虾人》
- 《甜甜圈》
- 《乌贼星人》
- 《ハグルマ》
- 《北野勇作动物图鉴》其之一 乌龟
  - 乌龟乐园／カメリ第一話 カメリ、リボンをもらう／乌龟先生／动物月历 一月～四月／附录 乌龟的折法
- 《北野勇作动物图鉴》其之二 蜻蜓
  - 新机器／蜻蜓的眼镜／西瓜国的战争／附录 蜻蜓的折法
- 《北野勇作动物图鉴》其之三 青蛙
  - 螺旋楼梯／楽屋で語られた四つの話／怖いは狐／カメリ第二話 カメリ、行列のできるケーキ屋に並ぶ／动物月历 五月～八月／附录 青蛙的折法
- 《北野勇作动物图鉴》其之四 猫
  - 掌心里的东京塔／养蛇／シズカの海／附录 猫的折法
- 《北野勇作动物图鉴》其之五 龙虾
  - 壁柜里的人／ヒトデナシの海／养宠物的人／动物月历 九月～十二月／附录 龙虾的折法
- 《北野勇作动物图鉴》其之六 蝾螈
  - 暧昧的旅程／蝾螈的齿轮／カメリ第三話 カメリ、ハワイ旅行を当てる
- 《人面町四丁目》
- 《空獏》
- 《恐怖记录器》
- 《ウニバーサル・スタジオ》
- 《レイコちゃんと蒲鉾工場》